# Unter der roten Laterne von St. Pauli
Unter der roten Laterne von St. Pauli ist ein deutsches Tangolied der 1940er Jahre. 
Komponiert wurde das Lied von Ralph Maria Siegel. Den Text lieferten Günther Schwenn und Peter Schaeffers.  Das Lied bezieht sich auf den Hamburger Stadtteil St. Pauli als dem Rotlichtviertel der Hafenstadt. 
Lale Andersen interpretierte das Lied auf 10-Zoll-Schellackplatte, die 1942 bei Electrola, 1948 bei Decca und 1949 bei Telefunken veröffentlicht wurde. Das Lied gehörte nach 1945 zu Lale Andersens drei populärsten Liedern. Zuerst wurde der Song 1941 von Sven-Olof Sandberg mit Begleitorchester unter der Leitung von Adolf Steimel bei Odeon veröffentlicht. Im gleichen Jahr wurden auch im Berliner Musikverlag Peter Schaeffers die Noten veröffentlicht. Nach dem Zweiten Weltkrieg wurde es 1946 von Gerti Landmann als erste Schallplatte, die in Westdeutschland nach dem Krieg produziert wurde, bei Polydor veröffentlicht. Die Aufnahme erfolgte auf der Bühne des 2024 noch betriebenen Capitol-Theaters in Hannover-Linden. Das Lied gehört zu den bekannten Schlagern des Jahres 1941.
Lolita (1979), Gerhard Wendland (1969), Peter Kraus (1961), Lys Assia zusammen mit dem Orchester von Peter Kreuder und Lale Andersen (1942) gehören zu den vielen namhaften Interpreten, die das Lied aufgenommen haben. Decca veröffentlichte 1954 eine Aufnahme mit Will Glahé und seinem Orchester.